# Cuca (entrenador de fútbol)
Alexi Stival (Curitiba, 7 de junio de 1963), más conocido como Cuca, es un exfutbolista y entrenador brasileño de fútbol. Actualmente dirige al Atlético Mineiro de la Serie A de Brasil. 
Entre los principales logros en su carrera se encuentran haber sido subcampeón de la Copa Sudamericana 2009 con Fluminense y campeón de la Copa Libertadores 2013 con Atlético Mineiro.

## Biografía
Nacido en Curitiba, Paraná. Comenzó a jugar al fútbol para ayudar a cubrir los gastos de una cirugía cardíaca de su padre (Dirceu). Su apodo Cuca fue creado por su hermano mayor (Amauri): sus padres solían burlarse de él cuando de niño bromeaba diciendo que el oficial de policía de la ciudad, apodado Cucla, lo atraparía en el acto; una vez que el hermano pequeño llegó a la casa y fue descrito como "muy guapo" por su madre, Amauri, en un intento de burlarse de su hermano, le llamó Cuca en una referencia a la policía Cucla, sin saber que su apodo tenía una L.
En 1987, mientras jugaba para Grêmio, Cuca y otros tres compañeros de equipo fueron arrestados durante 28 días en Suiza por violar a una niña de 13 años.
El exfutbolista y ahora entrenador está casado con su esposa de nombre Rejane desde 1985, y tiene dos hijas, Maiara y Natasha. Es católico. Su hermano menor, Cuquinha, también era futbolista que se desempeñaba como centrocampista, y sólo tenía una corta carrera antes de empezar a trabajar como su asistente en 1999. Su hermano mayor, Amauri, fue un defensa central que también jugó profesionalmente.
El 7 de noviembre de 2020, mientras era entrenador del Santos, dio positivo por COVID-19, siendo trasladado de inmediato al Hospital sirio-libanés.

## Trayectoria como futbolista
Cuca comenzó su carrera con Santa Cruz-RS después de formarse con el Pinheiros de su ciudad natal. Se trasladó a la Juventude en mayo de 1985 y fue titular habitual del club hasta su transferencia a Grêmio en julio de 1987.
Mientras estaba en Grêmio, anotó el gol decisivo de la final de la Copa de Brasil 1989 contra Sport Recife. En agosto de 1990 se mudó al extranjero por primera vez en su carrera, y pasó seis meses en el Real Valladolid de la Primera División de España.
A su regreso a Brasil, se unió al feroz rival de Grêmio, el Internacional en calidad de préstamo. Después de luchar contra las lesiones, apareció regularmente para Palmeiras y Santos.
Luego fue cedido al Portuguesa antes de la temporada de 1994, pero no logró impresionar. Posteriormente representó a Remo, Juventude y Chapecoense, retirándose con este último en 1996 a la edad de 33 años.

### Selección nacional
Cuca jugó un partido con la selección brasileña el 27 de febrero de 1991, contra Paraguay, en Morenão, Campo Grande

## Trayectoria como entrenador

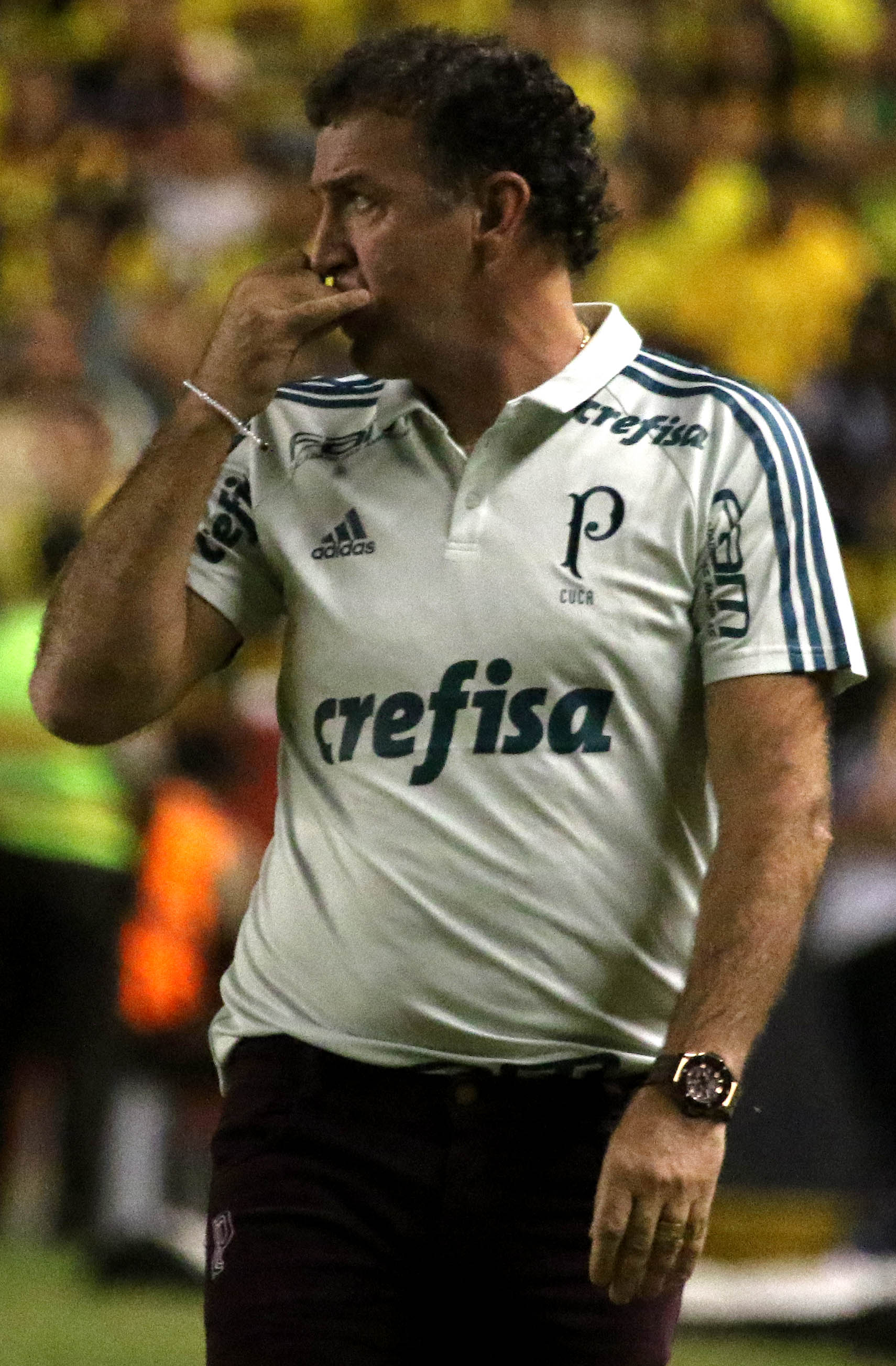
Cuca en 2017 dirigiendo al Palmeiras vs. Barcelona de Guayaquil

Después de retirarse como futbolista, comenzó a entrenar al Uberlândia en 1998. Posteriormente estuvo a cargo de Avaí (dos períodos), Grêmio Esportivo, Internacional de Limeira, Internacional de Lages, Remo, Criciúma, Gama, Paraná y Goiás, ganando notoriedad con este último después de llevar el equipo en la última posición del Campeonato Brasileiro Série A 2003 y evitar el descenso al terminar noveno.
El 17 de diciembre de 2003, fue nombrado entrenador de São Paulo en lugar de Roberto Rojas. Fue destituido el 2 de septiembre siguiente, luego de ser eliminado de la Copa Libertadores de ese año en semifinales y caer al séptimo lugar de la liga. Ocho días después de dejar São Paulo, fue nombrado entrenador del Grêmio, pero no pudo evitar el primer descenso del club.
El 3 de febrero de 2005, reemplazó a Júlio César Leal al frente del Flamengo, pero fue destituido el 15 de abril, luego se hizo cargo de Coritiba el 6 de mayo, pero fue despedido por el Coxa el 12 de octubre, siendo posteriormente designado a cargo de São Caetano el 9 de noviembre.
El 22 de mayo de 2006, fue presentado como nuevo entrenador de Botafogo, sin embargo renunció el 28 de septiembre de 2007, pero regresó al club el 7 de octubre tras la marcha de Mário Sérgio aunque dimitió por segunda vez el 29 de mayo de 2008.
El 2 de junio de 2008 fue nombrado entrenador del Santos, pero dimitió el 7 de agosto después de que el club fuera seriamente amenazado con el descenso. Regresó a Flamengo el 12 de diciembre, después de un período de dos meses en Fluminense, pero fue relevado de sus funciones el 23 de julio siguiente.
Cuca regresó a Flu el 1 de septiembre de 2009, reemplazando a Renato Gaúcho. Pero fue despedido el 19 de abril del año siguiente, después se hizo cargo del Cruzeiro el 8 de junio de 2010 y logró llevar al club a un segundo lugar, a dos puntos del campeón y su ex-club, Fluminense. Dejó el equipo el 19 de junio de 2011, siendo sustituido por Joel Santana.
El 8 de agosto de 2011, fue anunciado como nuevo entrenador del Atlético Mineiro (en sustitución de Dorival Júnior), con el que ganó el Campeonato Mineiro de 2012 y también levantó la Copa Libertadores 2013; pero el 18 de diciembre, después de una derrota por 3-1 ante el Raja Casablanca, fue despedido.
El 21 de diciembre de 2013, solo tres días después de ser despedido por el Galo, fue nombrado al frente del Shandong Taishan de la Superliga de China. Anunció su salida del club el 6 de diciembre de 2015, después de ganar la FA Cup de China y la Supercopa de China.
El 14 de marzo de 2016, reemplazó a Marcelo Oliveira al frente del Palmeiras. Llevó al club a un título de la Serie A después de 22 años, pero optó por dimitir el 30 de noviembre, alegando "razones personales".
Cuca regresó a Verdão el 5 de mayo de 2017, reemplazando al despedido Eduardo Baptista y firmando un contrato hasta finales de 2018.  El 13 de octubre, él mismo fue despedido y su asistente Alberto Valentim ocupó su lugar.
El 30 de julio de 2018, fue nombrado entrenador del Santos por segunda vez. Sacó al club de la zona de descenso, pero se fue después de terminar en una decepcionante décima posición debido a un problema de salud.
El 14 de febrero de 2019, acordó un contrato de dos años con São Paulo, efectivo a partir del 15 de abril debido a su condición cardíaca. Renunció el 26 de septiembre, y regresó a Santos el 7 de agosto de 2020. Llevó a este último a la final de la Copa Libertadores, donde perdió y fue expulsado al final del partido.
En febrero de 2021, poco después de perder la final de la Libertadores, Cuca anunció su salida del Santos al final de la temporada cuando expiraba su contrato, alegando 'agotamiento mental'. Su partida fue anunciada oficialmente por el club el 21 de febrero, luego de clasificar al club a la Libertadores 2021.
El 5 de marzo de 2021, acordó un contrato por dos temporadas con el Atlético Mineiro, volviendo al club de Minas Gerais después de siete años. Su segunda etapa en la entidad comenzó de forma positiva, conquistando el Campeonato Mineiro, el Brasileirão y la Copa de Brasil en 2021. Sin embargo, el 28 de diciembre de 2021, presentó la dimisión por motivos personales.
El 23 de julio de 2022, regresó al banquillo del Atlético Mineiro, al que dirigió hasta final de temporada.
El 20 de abril de 2023, Cuca fue anunciado como nuevo entrenador del Corinthians, firmando un contrato hasta fin de año. Sin embargo, dejó el cargo tras solamente una semana.
En marzo de 2024, fue oficializado como entrenador del Athletico Paranaense. El 24 de junio de 2024, presentó su renuncia al cargo luego de una serie de malos resultados.
El 29 de diciembre de 2024, comenzó una nueva etapa al frente del Atlético Mineiro.

## Clubes

### Como futbolista
| Club          | País   | Año       |
| ------------- | ------ | --------- |
| Santa Cruz-RS | Brasil | 1984      |
| Juventude     | Brasil | 1985–1986 |
| Grêmio        | Brasil | 1986–1989 |
| Valladolid    | España | 1990      |
| Grêmio        | Brasil | 1990      |
| Internacional | Brasil | 1991      |
| Palmeiras     | Brasil | 1992      |
| Santos        | Brasil | 1993      |
| Portuguesa    | Brasil | 1994      |
| Remo          | Brasil | 1994      |
| Juventude     | Brasil | 1995      |
| Chapecoense   | Brasil | 1996      |
| Coritiba      | Brasil | 1996      |

### Como entrenador
| Club                 | País   | Año           |
| -------------------- | ------ | ------------- |
| Uberlândia           | Brasil | 1998          |
| Avaí                 | Brasil | 1999          |
| Brasil de Pelotas    | Brasil | 1999          |
| Avaí                 | Brasil | 2000          |
| Inter de Limeira     | Brasil | 2001          |
| Inter de Lages       | Brasil | 2001          |
| Remo                 | Brasil | 2001          |
| Criciúma             | Brasil | 2001-2002     |
| Gama                 | Brasil | 2002          |
| Paraná               | Brasil | 2003          |
| Goiás                | Brasil | 2003          |
| São Paulo            | Brasil | 2004          |
| Grêmio               | Brasil | 2004          |
| Flamengo             | Brasil | 2005          |
| Coritiba             | Brasil | 2005          |
| São Caetano          | Brasil | 2005          |
| Botafogo             | Brasil | 2006-2007     |
| Botafogo             | Brasil | 2007-2008     |
| Santos               | Brasil | 2008          |
| Fluminense           | Brasil | 2008          |
| Flamengo             | Brasil | 2009          |
| Fluminense           | Brasil | 2009-2010     |
| Cruzeiro             | Brasil | 2010-2011     |
| Atlético Mineiro     | Brasil | 2011-2013     |
| Shandong Luneng      | China  | 2014-2015     |
| Palmeiras            | Brasil | 2016          |
| Palmeiras            | Brasil | 2017          |
| Santos               | Brasil | 2018-2019     |
| São Paulo            | Brasil | 2019          |
| Santos               | Brasil | 2020-2021     |
| Atlético Mineiro     | Brasil | 2021          |
| Atlético Mineiro     | Brasil | 2022          |
| Corinthians          | Brasil | 2023          |
| Athletico Paranaense | Brasil | 2024          |
| Atlético Mineiro     | Brasil | 2024-presente |

## Estadísticas como entrenador
| Equipo                        | Div.                | Temporada           | Liga  | Liga | Liga | Liga | Liga |       | Copa | Copa | Copa | Copa  |    | Internacional | Internacional | Internacional | Internacional | Internacional |   | Otros | Otros | Otros | Otros |     | Totales     | Totales | Totales | Totales | Totales | Totales | Totales | Totales |
| Equipo                        | Div.                | Temporada           | Part. | G    | E    | P    | Pos. | Part. | G    | E    | P    | Part. | G  | E             | P             | Pos.          | Part.         | G             | E | P     | Part. | G     | E     | P   | Rendimiento | GF      | GC      | Dif.    |         |         |         |         |
| ----------------------------- | ------------------- | ------------------- | ----- | ---- | ---- | ---- | ---- | ----- | ---- | ---- | ---- | ----- | -- | ------------- | ------------- | ------------- | ------------- | ------------- | - | ----- | ----- | ----- | ----- | --- | ----------- | ------- | ------- | ------- | ------- | ------- | ------- | ------- |
| Ferroviária · Brasil          | 3.ª                 | 1998                | -     | -    | -    | -    | -    | 22    | 8    | 11   | 3    | -     | -  | -             | -             | -             | -             | -             | - | -     | 22    | 8     | 11    | 3   | 53.03%      | 39      | 25      | +14     |         |         |         |         |
| Ferroviária · Brasil          | Total               | Total               | -     | -    | -    | -    | -    | 22    | 8    | 11   | 3    | -     | -  | -             | -             | -             | -             | -             | - | -     | 22    | 8     | 11    | 3   | 53.03%      | 39      | 25      | +14     |         |         |         |         |
| Inter de Limeira · Brasil     | 1.ª                 | 2000                | -     | -    | -    | -    | -    | 5     | 1    | 1    | 3    | -     | -  | -             | -             | -             | -             | -             | - | -     | 5     | 1     | 1     | 3   | 26.67%      | 8       | 13      | -5      |         |         |         |         |
| Inter de Limeira · Brasil     | Total               | Total               | -     | -    | -    | -    | -    | 5     | 1    | 1    | 3    | -     | -  | -             | -             | -             | -             | -             | - | -     | 5     | 1     | 1     | 3   | 26.67%      | 8       | 13      | -5      |         |         |         |         |
| Inter de Lages · Brasil       | CC                  | 2001                | -     | -    | -    | -    | -    | 12    | 3    | 5    | 4    | -     | -  | -             | -             | -             | -             | -             | - | -     | 12    | 3     | 5     | 4   | 38.89%      | 13      | 17      | -4      |         |         |         |         |
| Inter de Lages · Brasil       | Total               | Total               | -     | -    | -    | -    | -    | 12    | 3    | 5    | 4    | -     | -  | -             | -             | -             | -             | -             | - | -     | 12    | 3     | 5     | 4   | 38.89%      | 13      | 17      | -4      |         |         |         |         |
| Remo · Brasil                 | 2.ª                 | 2001                | 15    | 6    | 3    | 6    | Inc. | -     | -    | -    | -    | -     | -  | -             | -             | -             | -             | -             | - | -     | 15    | 6     | 3     | 6   | 46.67%      | 19      | 23      | -4      |         |         |         |         |
| Remo · Brasil                 | Total               | Total               | 15    | 6    | 3    | 6    | -    | -     | -    | -    | -    | -     | -  | -             | -             | -             | -             | -             | - | -     | 15    | 6     | 3     | 6   | 46.67%      | 19      | 23      | -4      |         |         |         |         |
| Criciúma · Brasil             | 2.ª                 | 2001                | 10    | 3    | 4    | 3    | 22.º | -     | -    | -    | -    | -     | -  | -             | -             | -             | -             | -             | - | -     | 10    | 3     | 4     | 3   | 43.33%      | 13      | 12      | +1      |         |         |         |         |
| Criciúma · Brasil             | 2.ª                 | 2002                | -     | -    | -    | -    | -    | 20    | 10   | 4    | 6    | -     | -  | -             | -             | -             | -             | -             | - | -     | 20    | 10    | 4     | 6   | 56.67%      | 35      | 32      | +3      |         |         |         |         |
| Criciúma · Brasil             | Total               | Total               | 10    | 3    | 4    | 3    | -    | 20    | 10   | 4    | 6    | -     | -  | -             | -             | -             | -             | -             | - | -     | 30    | 13    | 8     | 9   | 52.22%      | 48      | 44      | +4      |         |         |         |         |
| Gama · Brasil                 | 1.ª                 | 2002                | -     | -    | -    | -    | -    | 10    | 5    | 4    | 1    | -     | -  | -             | -             | -             | -             | -             | - | -     | 10    | 5     | 4     | 1   | 63.33%      | 17      | 11      | +6      |         |         |         |         |
| Gama · Brasil                 | Total               | Total               | -     | -    | -    | -    | -    | 10    | 5    | 4    | 1    | -     | -  | -             | -             | -             | -             | -             | - | -     | 10    | 5     | 4     | 1   | 63.33%      | 17      | 11      | +6      |         |         |         |         |
| Paraná · Brasil               | 1.ª                 | 2003                | 10    | 4    | 3    | 3    | Inc. | -     | -    | -    | -    | -     | -  | -             | -             | -             | -             | -             | - | -     | 10    | 4     | 3     | 3   | 50%         | 16      | 13      | +3      |         |         |         |         |
| Paraná · Brasil               | Total               | Total               | 10    | 4    | 3    | 3    | -    | -     | -    | -    | -    | -     | -  | -             | -             | -             | -             | -             | - | -     | 10    | 4     | 3     | 3   | 50%         | 16      | 13      | +3      |         |         |         |         |
| Goiás · Brasil                | 1.ª                 | 2003                | 36    | 17   | 8    | 11   | 9.º  | 1     | 0    | 0    | 1    | -     | -  | -             | -             | -             | -             | -             | - | -     | 37    | 17    | 8     | 12  | 53.16%      | 19      | 23      | -4      |         |         |         |         |
| Goiás · Brasil                | Total               | Total               | 36    | 17   | 8    | 11   | -    | 1     | 0    | 0    | 1    | -     | -  | -             | -             | -             | -             | -             | - | -     | 37    | 17    | 8     | 12  | 53.16%      | 19      | 23      | -4      |         |         |         |         |
| São Paulo · Brasil            | 1.ª                 | 2004                | 28    | 13   | 6    | 9    | Inc. | 11    | 9    | 1    | 1    | 12    | 8  | 1             | 3             | 1/2           | -             | -             | - | -     | 51    | 30    | 8     | 13  | 64.05%      | 81      | 49      | +32     |         |         |         |         |
| Grêmio · Brasil               | 1.ª                 | 2004                | 9     | 2    | 1    | 6    | Inc. | -     | -    | -    | -    | 2     | 1  | 0             | 1             | 2ªF           | -             | -             | - | -     | 11    | 3     | 1     | 7   | 30.3%       | 11      | 19      | -8      |         |         |         |         |
| Grêmio · Brasil               | Total               | Total               | 9     | 2    | 1    | 6    | -    | -     | -    | -    | -    | 2     | 1  | 0             | 1             | -             | -             | -             | - | -     | 11    | 3     | 1     | 7   | 30.3%       | 11      | 19      | -8      |         |         |         |         |
| Flamengo · Brasil             | 1.ª                 | 2005                | -     | -    | -    | -    | -    | 12    | 5    | 4    | 3    | -     | -  | -             | -             | -             | -             | -             | - | -     | 12    | 5     | 4     | 3   | 52.78%      | 20      | 17      | +3      |         |         |         |         |
| Coritiba · Brasil             | 1.ª                 | 2005                | 27    | 9    | 8    | 10   | Inc. | 1     | 0    | 0    | 1    | -     | -  | -             | -             | -             | -             | -             | - | -     | 28    | 9     | 8     | 11  | 41.66%      | 35      | 39      | -4      |         |         |         |         |
| Coritiba · Brasil             | Total               | Total               | 27    | 8    | 9    | 10   | -    | 1     | 0    | 0    | 1    | -     | -  | -             | -             | -             | -             | -             | - | -     | 28    | 9     | 8     | 11  | 41.66%      | 35      | 39      | -4      |         |         |         |         |
| São Caetano · Brasil          | 1.ª                 | 2005                | 5     | 2    | 2    | 1    | 17.º | -     | -    | -    | -    | -     | -  | -             | -             | -             | -             | -             | - | -     | 5     | 2     | 2     | 1   | 53.33%      | 8       | 7       | +1      |         |         |         |         |
| São Caetano · Brasil          | Total               | Total               | 5     | 2    | 2    | 1    | -    | -     | -    | -    | -    | -     | -  | -             | -             | -             | -             | -             | - | -     | 5     | 2     | 2     | 1   | 53.33%      | 8       | 7       | +1      |         |         |         |         |
| Botafogo · Brasil             | 1.ª                 | 2006                | 32    | 12   | 10   | 10   | 12.º | -     | -    | -    | -    | 2     | 0  | 2             | 0             | 1ªF           | -             | -             | - | -     | 34    | 12    | 12    | 10  | 47.05%      | 53      | 44      | +9      |         |         |         |         |
| Botafogo · Brasil             | 1.ª                 | 2007                | 36    | 16   | 13   | 7    | 9.º  | 26    | 14   | 9    | 3    | 4     | 3  | 0             | 1             | 1/8           | -             | -             | - | -     | 66    | 33    | 22    | 11  | 61.11%      | 135     | 92      | +43     |         |         |         |         |
| Botafogo · Brasil             | 1.ª                 | 2008                | 3     | 1    | 1    | 1    | Inc. | 30    | 20   | 3    | 7    | -     | -  | -             | -             | -             | -             | -             | - | -     | 33    | 21    | 4     | 8   | 67.68%      | 68      | 31      | +37     |         |         |         |         |
| Botafogo · Brasil             | Total               | Total               | 71    | 29   | 24   | 18   | -    | 56    | 34   | 12   | 10   | 6     | 3  | 2             | 1             | -             | -             | -             | - | -     | 133   | 66    | 38    | 29  | 59.14%      | 256     | 167     | +89     |         |         |         |         |
| Santos · Brasil               | 1.ª                 | 2008                | 14    | 3    | 4    | 7    | Inc. | -     | -    | -    | -    | -     | -  | -             | -             | -             | -             | -             | - | -     | 14    | 3     | 4     | 7   | 30.95%      | 16      | 25      | -9      |         |         |         |         |
| Fluminense · Brasil           | 1.ª                 | 2008                | 9     | 2    | 5    | 2    | Inc. | -     | -    | -    | -    | -     | -  | -             | -             | -             | -             | -             | - | -     | 9     | 2     | 5     | 2   | 40.74%      | 12      | 11      | +1      |         |         |         |         |
| Flamengo · Brasil             | 1.ª                 | 2009                | 13    | 4    | 5    | 4    | Inc. | 26    | 15   | 8    | 3    | -     | -  | -             | -             | -             | -             | -             | - | -     | 39    | 19    | 13    | 7   | 59.83%      | 67      | 45      | +22     |         |         |         |         |
| Flamengo · Brasil             | Total               | Total               | 13    | 4    | 5    | 4    | -    | 38    | 20   | 12   | 6    | -     | -  | -             | -             | -             | -             | -             | - | -     | 51    | 24    | 17    | 10  | 58.17%      | 87      | 62      | +25     |         |         |         |         |
| Fluminense · Brasil           | 1.ª                 | 2009                | 16    | 8    | 6    | 2    | 16.º | -     | -    | -    | -    | 8     | 5  | 2             | 1             | 2.º           | -             | -             | - | -     | 24    | 13    | 8     | 3   | 65.28%      | 44      | 32      | +12     |         |         |         |         |
| Fluminense · Brasil           | 1.ª                 | 2010                | -     | -    | -    | -    | -    | 20    | 14   | 3    | 3    | -     | -  | -             | -             | -             | -             | -             | - | -     | 20    | 14    | 3     | 3   | 75%         | 44      | 18      | +26     |         |         |         |         |
| Fluminense · Brasil           | Total               | Total               | 25    | 10   | 11   | 4    | -    | 20    | 14   | 3    | 3    | 8     | 5  | 2             | 1             | -             | -             | -             | - | -     | 53    | 29    | 16    | 8   | 64.78%      | 100     | 61      | +39     |         |         |         |         |
| Cruzeiro · Brasil             | 1.ª                 | 2010                | 32    | 19   | 6    | 7    | 2.º  | -     | -    | -    | -    | -     | -  | -             | -             | -             | -             | -             | - | -     | 32    | 19    | 6     | 7   | 65.63%      | 48      | 30      | +18     |         |         |         |         |
| Cruzeiro · Brasil             | 1.ª                 | 2011                | 5     | 0    | 3    | 2    | Inc. | 15    | 12   | 1    | 2    | 8     | 6  | 1             | 1             | 1/8           | -             | -             | - | -     | 28    | 18    | 5     | 5   | 70.24%      | 71      | 22      | +49     |         |         |         |         |
| Cruzeiro · Brasil             | Total               | Total               | 37    | 19   | 9    | 9    | -    | 15    | 12   | 1    | 2    | 8     | 6  | 1             | 1             | -             | -             | -             | - | -     | 60    | 37    | 11    | 12  | 67.78%      | 119     | 52      | +67     |         |         |         |         |
| Atlético Mineiro · Brasil     | 1.ª                 | 2011                | 23    | 9    | 3    | 11   | 15.º | -     | -    | -    | -    | 2     | 0  | 0             | 2             | 2ªF           | -             | -             | - | -     | 25    | 9     | 3     | 13  | 40%         | 31      | 36      | -5      |         |         |         |         |
| Atlético Mineiro · Brasil     | 1.ª                 | 2012                | 38    | 20   | 12   | 6    | 2.º  | 19    | 14   | 4    | 1    | -     | -  | -             | -             | -             | -             | -             | - | -     | 57    | 34    | 16    | 7   | 69.01%      | 106     | 50      | +56     |         |         |         |         |
| Atlético Mineiro · Brasil     | 1.ª                 | 2013                | 38    | 15   | 12   | 11   | 8.º  | 17    | 12   | 1    | 4    | 14    | 9  | 2             | 3             | 1.º           | 2             | 1             | 0 | 1     | 71    | 37    | 15    | 19  | 59.15%      | 127     | 81      | +46     |         |         |         |         |
| Shandong Luneng China         | 1.ª                 | 2014                | 30    | 12   | 12   | 6    | 4.º  | 7     | 5    | 1    | 1    | 6     | 1  | 2             | 3             | FG            | -             | -             | - | -     | 43    | 18    | 15    | 10  | 53.49%      | 68      | 45      | +23     |         |         |         |         |
| Shandong Luneng China         | 1.ª                 | 2015                | 30    | 18   | 5    | 7    | 3.º  | 5     | 2    | 1    | 2    | 6     | 2  | 1             | 3             | FG            | 1             | 0             | 1 | 0     | 42    | 22    | 8     | 12  | 58.73%      | 92      | 65      | +27     |         |         |         |         |
| Shandong Luneng China         | Total               | Total               | 60    | 30   | 17   | 13   | -    | 12    | 7    | 2    | 3    | 12    | 3  | 3             | 6             | -             | 1             | 0             | 1 | 0     | 85    | 40    | 23    | 22  | 56.08%      | 160     | 110     | +50     |         |         |         |         |
| Palmeiras · Brasil            | 1.ª                 | 2016                | 38    | 24   | 8    | 6    | 1.º  | 12    | 5    | 2    | 5    | 3     | 1  | 1             | 1             | FG            | -             | -             | - | -     | 53    | 30    | 11    | 12  | 63.52%      | 87      | 51      | +36     |         |         |         |         |
| Palmeiras · Brasil            | 1.ª                 | 2017                | 27    | 13   | 5    | 9    | Inc. | 4     | 1    | 2    | 1    | 3     | 2  | 0             | 1             | Inc.          | -             | -             | - | -     | 34    | 16    | 7     | 11  | 53.92%      | 48      | 37      | +11     |         |         |         |         |
| Palmeiras · Brasil            | Total               | Total               | 65    | 37   | 13   | 15   | -    | 16    | 6    | 4    | 6    | 6     | 3  | 1             | 2             | -             | -             | -             | - | -     | 87    | 46    | 18    | 23  | 59.77%      | 135     | 88      | +47     |         |         |         |         |
| Santos · Brasil               | 1.ª                 | 2018                | 23    | 9    | 7    | 7    | 10.º | 2     | 1    | 0    | 1    | 1     | 0  | 1             | 0             | 1/8           | -             | -             | - | -     | 26    | 10    | 8     | 8   | 48.72%      | 32      | 23      | +9      |         |         |         |         |
| São Paulo · Brasil            | 1.ª                 | 2019                | 21    | 9    | 8    | 4    | Inc. | 5     | 0    | 2    | 3    | -     | -  | -             | -             | -             | -             | -             | - | -     | 26    | 9     | 10    | 7   | 47.44%      | 24      | 19      | +5      |         |         |         |         |
| São Paulo · Brasil            | Total               | Total               | 49    | 22   | 14   | 13   | -    | 16    | 9    | 3    | 4    | 12    | 8  | 1             | 3             | -             | -             | -             | - | -     | 77    | 39    | 18    | 20  | 58.44%      | 105     | 68      | +37     |         |         |         |         |
| Santos · Brasil               | 1.ª                 | 2020                | 32    | 13   | 10   | 9    | 8.º  | 2     | 0    | 1    | 1    | 10    | 5  | 3             | 2             | 2.º           | -             | -             | - | -     | 44    | 18    | 14    | 12  | 51.52%      | 63      | 54      | +9      |         |         |         |         |
| Santos · Brasil               | Total               | Total               | 69    | 25   | 21   | 23   | -    | 4     | 1    | 1    | 2    | 11    | 5  | 4             | 2             | -             | -             | -             | - | -     | 81    | 31    | 26    | 27  | 48.97%      | 111     | 102     | +9      |         |         |         |         |
| Atlético Mineiro · Brasil     | 1.ª                 | 2021                | 38    | 26   | 6    | 6    | 1.º  | 21    | 15   | 3    | 3    | 12    | 7  | 5             | 0             | 1/2           | -             | -             | - | -     | 71    | 48    | 14    | 9   | 74.18%      | 124     | 50      | +74     |         |         |         |         |
| Atlético Mineiro · Brasil     | 1.ª                 | 2022                | 19    | 7    | 5    | 7    | 7.°  | -     | -    | -    | -    | 2     | 0  | 2             | 0             | 1/4           | -             | -             | - | -     | 21    | 7     | 7     | 7   | 44.44%      | 20      | 19      | +1      |         |         |         |         |
| Corinthians · Brasil          | 1.ª                 | 2023                | 1     | 0    | 0    | 1    | Inc. | 1     | 1    | 0    | 0    | -     | -  | -             | -             | -             | -             | -             | - | -     | 2     | 1     | 0     | 1   | 50%         | 3       | 3       | +0      |         |         |         |         |
| Corinthians · Brasil          | Total               | Total               | 1     | 0    | 0    | 1    | -    | 1     | 1    | 0    | 0    | -     | -  | -             | -             | -             | -             | -             | - | -     | 2     | 1     | 0     | 1   | 50%         | 3       | 3       | +0      |         |         |         |         |
| Athletico Paranaense · Brasil | 1.ª                 | 2024                | 11    | 5    | 4    | 2    | Inc. | 6     | 5    | 0    | 1    | 6     | 4  | 0             | 2             | Inc.          | -             | -             | - | -     | 23    | 14    | 4     | 5   | 66.67%      | 46      | 16      | +30     |         |         |         |         |
| Athletico Paranaense · Brasil | Total               | Total               | 11    | 5    | 4    | 2    | -    | 6     | 5    | 0    | 1    | 6     | 4  | 0             | 2             | -             | -             | -             | - | -     | 23    | 14    | 4     | 5   | 66.67%      | 46      | 16      | +30     |         |         |         |         |
| Atlético Mineiro · Brasil     | 1.ª                 | 2025                | 18    | 6    | 6    | 6    | -    | 15    | 11   | 2    | 2    | 9     | 4  | 3             | 2             | -             | -             | -             | - | -     | 42    | 21    | 11    | 10  | 58.73%      | 63      | 35      | +28     |         |         |         |         |
| Atlético Mineiro · Brasil     | Total               | Total               | 174   | 83   | 44   | 47   | -    | 72    | 52   | 10   | 10   | 39    | 20 | 9             | 7             | -             | 2             | 1             | 0 | 1     | 287   | 156   | 66    | 65  | 62.03%      | 471     | 271     | +200    |         |         |         |         |
| Total en su carrera           | Total en su carrera | Total en su carrera | 687   | 307  | 191  | 189  | -    | 326   | 188  | 73   | 65   | 111   | 58 | 26            | 27            | -             | 3             | 1             | 1 | 1     | 1127  | 554   | 291   | 282 | 57.77%      | 1826    | 1234    | +592    |         |         |         |         |
| 1. 2. 3.                      |                     |                     |       |      |      |      |      |       |      |      |      |       |    |               |               |               |               |               |   |       |       |       |       |     |             |         |         |         |         |         |         |         |

#### Resumen por competencias
| Torneo                       | PD   | G   | E   | P   | GF   | GC   | Dif. | Rendimiento | Mejor resultado |
| ---------------------------- | ---- | --- | --- | --- | ---- | ---- | ---- | ----------- | --------------- |
| Brasileirão Serie B          | 25   | 9   | 7   | 9   | 32   | 35   | -3   | 45.33%      | 8.º lugar       |
| Brasileirão                  | 602  | 268 | 167 | 167 | 837  | 667  | +170 | 53.77%      | Campeón         |
| Copa de Brasil               | 77   | 42  | 15  | 20  | 126  | 70   | +56  | 61.04%      | Campeón         |
| Paulistão                    | 27   | 14  | 5   | 8   | 43   | 33   | +10  | 58.02%      | Semifinales     |
| Copa Sul-Minas               | 15   | 7   | 4   | 4   | 28   | 24   | +4   | 55.56%      | 6.º lugar       |
| Campeonato Catarinense       | 13   | 3   | 5   | 5   | 14   | 21   | -7   | 35.9%       | Fase de grupos  |
| Campeonato Brasiliense       | 10   | 5   | 4   | 1   | 17   | 11   | +6   | 63.33%      | Subcampeón      |
| Campeonato Mineiro           | 87   | 56  | 20  | 11  | 188  | 68   | +120 | 72.03%      | Campeón         |
| Campeonato Carioca           | 81   | 49  | 18  | 14  | 184  | 97   | +87  | 67.9%       | Campeón         |
| Campeonato Paranaense        | 5    | 5   | 0   | 0   | 13   | 1    | +12  | 100%        | Campeón         |
| Superliga de China           | 60   | 30  | 17  | 13  | 107  | 70   | +37  | 59.44%      | 3.er lugar      |
| Copa FA de China             | 12   | 7   | 2   | 3   | 31   | 12   | +19  | 63.89%      | Campeón         |
| Supercopa de China           | 1    | 0   | 1   | 0   | 0    | 0    | +0   | 33.33%      | Campeón         |
| Copa Libertadores            | 65   | 38  | 16  | 11  | 120  | 54   | +66  | 66.67%      | Campeón         |
| Copa Sudamericana            | 33   | 17  | 7   | 9   | 60   | 38   | +22  | 58.59%      | Subcampeón      |
| Liga de Campeones de la AFC  | 12   | 3   | 3   | 6   | 22   | 28   | -6   | 33.33%      | Fase de grupos  |
| Mundial de Clubes de la FIFA | 2    | 1   | 0   | 1   | 4    | 5    | -1   | 50%         | 3.er lugar      |
| TOTAL                        | 1127 | 554 | 291 | 282 | 1826 | 1234 | +592 | 57.77%      | 13 Títulos      |

## Palmarés

### Como futbolista

#### Campeonatos regionales
| Título            | Club          | Estado             | Año  |
| ----------------- | ------------- | ------------------ | ---- |
| Campeonato Gaúcho | Grêmio        | Río Grande del Sur | 1989 |
| Campeonato Gaúcho | Grêmio        | Río Grande del Sur | 1990 |
| Campeonato Gaúcho | Internacional | Río Grande del Sur | 1991 |

#### Campeonatos nacionales
| Título         | Club   | País   | Año  |
| -------------- | ------ | ------ | ---- |
| Copa de Brasil | Grêmio | Brasil | 1989 |

### Como entrenador

#### Campeonatos regionales
| Título                | Club                 | Estado         | Año  |
| --------------------- | -------------------- | -------------- | ---- |
| Campeonato Carioca    | Flamengo             | Río de Janeiro | 2009 |
| Campeonato Mineiro    | Cruzeiro             | Minas Gerais   | 2011 |
| Campeonato Mineiro    | Atlético Mineiro     | Minas Gerais   | 2012 |
| Campeonato Mineiro    | Atlético Mineiro     | Minas Gerais   | 2013 |
| Campeonato Mineiro    | Atlético Mineiro     | Minas Gerais   | 2021 |
| Campeonato Paranaense | Athletico Paranaense | Paraná         | 2024 |
| Campeonato Mineiro    | Atlético Mineiro     | Minas Gerais   | 2025 |

#### Campeonatos nacionales
| Título             | Club             | País   | Año  |
| ------------------ | ---------------- | ------ | ---- |
| Copa de China      | Shandong Luneng  | China  | 2014 |
| Supercopa de China | Shandong Luneng  | China  | 2015 |
| Serie A            | Palmeiras        | Brasil | 2016 |
| Serie A            | Atlético Mineiro | Brasil | 2021 |
| Copa de Brasil     | Atlético Mineiro | Brasil | 2021 |

#### Campeonatos internacionales
| Título            | Club             | Sede           | Año  |
| ----------------- | ---------------- | -------------- | ---- |
| Copa Libertadores | Atlético Mineiro | Belo Horizonte | 2013 |